# Синфайнш
Синфа́йнш (порт. Cinfães; [sĩ'fɐ̃ĩʃ]) — посёлок городского типа в Португалии, центр одноимённого муниципалитета в составе округа Визеу. По старому административному делению входил в провинцию Дору-Литорал. Входит в экономико-статистический субрегион Тамега, который входит в Северный регион. Численность населения — 3,3 тыс. жителей (посёлок), 20,8 тыс. жителей (муниципалитет) на 2006 год. Занимает площадь 241,71 км².
Покровителем посёлка считается Иоанн Креститель (порт. João Baptista; [ ]). Праздник посёлка — 24 июня.

## Расположение
Посёлок расположен в 48 км на север от адм. центра округа города Визеу.
Муниципалитет граничит:
- на севере — муниципалитет Марку-де-Канавезеш, Байан
- на востоке — муниципалитет Резенди
- на юге — муниципалитет Каштру-Дайре, Арока
- на западе — муниципалитет Каштелу-де-Пайва

## История
Поселок основан в 1513 году.

## Население
| Численность населения муниципалитета по годам | Численность населения муниципалитета по годам | Численность населения муниципалитета по годам | Численность населения муниципалитета по годам | Численность населения муниципалитета по годам | Численность населения муниципалитета по годам | Численность населения муниципалитета по годам | Численность населения муниципалитета по годам | Численность населения муниципалитета по годам |
| --------------------------------------------- | --------------------------------------------- | --------------------------------------------- | --------------------------------------------- | --------------------------------------------- | --------------------------------------------- | --------------------------------------------- | --------------------------------------------- | --------------------------------------------- |
| 1801                                          | 1849                                          | 1900                                          | 1930                                          | 1960                                          | 1981                                          | 1991                                          | 2001                                          | 2004                                          |
| 2687                                          | 7125                                          | 25 631                                        | 30 080                                        | 29 757                                        | 25 619                                        | 23 489                                        | 22 424                                        | 21 318                                        |

## Состав муниципалитета
В муниципалитет входят следующие районы:
1. Альойнш
2. Буштелу
3. Синфайнш
4. Эшпаданеду
5. Феррейруш-де-Тендайш
6. Форнелуш
7. Гральейра
8. Моимента
9. Нешперейра
10. Оливейра-ду-Дору
11. Рамиреш
12. Сантьягу-де-Пиайнш
13. Созелу
14. Сан-Криштован-де-Ногейра
15. Тарокела
16. Тендайш
17. Траванка